# Mike Brennan (Eishockeyspieler)
Michael „Mike“ Brennan (* 24. Januar 1986 in Smithtown, Long Island, New York) ist ein ehemaliger US-amerikanischer Eishockeyspieler, der im Verlauf seiner aktiven Karriere zwischen 2002 und 2016 unter anderem 315 Spiele in der American Hockey League (AHL) auf der Position des Verteidigers bestritten hat. Darüber hinaus absolvierte Brennan weitere 97 Partien in der finnischen Liiga und war auch eine Spielzeit für die Iserlohn Roosters aus der Deutschen Eishockey Liga (DEL) aktiv.

## Karriere
Mike Brennan startete seine Karriere 2002 und spielte bis 2004 für das National Team Development Program des US-amerikanischen Eishockeyverbands USA Hockey in der North American Hockey League (NAHL). In der Saison 2004/05 begann er ein Studium am Boston College und spielte für das dortige Eishockeyteam. Bereits in seinem ersten Jahr gewann er mit seinem Team die Meisterschaft der Hockey East und wurde ins All-Academic Team gewählt. Im folgenden Jahr erreichte die Mannschaft im Frozen-Four-Turnier das Endspiel um die Meisterschaft der National Collegiate Athletic Association (NCAA), wo man der University of Wisconsin–Madison unterlag. In der Saison 2006/07 stand man als Meister der Hockey East erneut im Endspiel und verlor diesmal gegen die Michigan State University. Bei der dritten Finalteilnahme in Folge konnte das Team im Spieljahr 2007/08 die US-College-Meisterschaft schließlich gegen die University of Notre Dame gewinnen. Zuvor gewann Brennan mit dem Boston College erneut die Hockey-East-Meisterschaft und wurde zum dritten Mal in das All-Academic Team gewählt.
Im April 2008 unterschrieb Brennan seinen ersten Profivertrag bei den Chicago Blackhawks aus der National Hockey League (NHL). Diese schickten ihn ins Farmteam Rockford IceHogs aus der American Hockey League (AHL). Dort verbrachte er die Spielzeiten 2008/09 und 2009/10 und etablierte sich als defensivorientierter Verteidiger in der AHL. Im September 2010 nahm Brennan am Trainingscamp der Toronto Maple Leafs teil und spielte die Saison in deren Farmteam Toronto Marlies. Zur Saison 2011/12 unterschrieb er bei der Colorado Avalanche, die ihn in die AHL zu den Lake Erie Monsters schickten. Im folgenden Jahr wechselte er in die ECHL zu den Florida Everblades. Nach neun Spielen kehrte er in die AHL zurück und spielte den Rest der Saison für die Worcester Sharks.
Zur Saison 2013/14 unterschrieb Brennan einen Vertrag bei den Iserlohn Roosters aus der Deutschen Eishockey Liga (DEL). Im September 2014 wurde der US-Amerikaner im Rahmen eines Probevertrages vom finnischen Erstligisten Vaasan Sport verpflichtet und erhielt nach ansprechenden Leistungen im November 2014 einen festen Vertrag für die Saison 2014/15. Nach der Spielzeit 2015/16 beendete der US-Amerikaner im Alter von 30 Jahren seine aktive Karriere.

## Erfolge und Auszeichnungen
| - 2005 Lamoriello-Trophy-Gewinn mit dem Boston College - 2005 Hockey East All-Academic Team - 2007 Lamoriello-Trophy-Gewinn mit dem Boston College - 2007 Hockey East All-Academic Team | - 2008 Lamoriello-Trophy-Gewinn mit dem Boston College - 2008 Hockey East All-Academic Team - 2008 NCAA-Division-I-Championship mit dem Boston College |

### International
- 2004 Silbermedaille bei der U18-Junioren-Weltmeisterschaft

## Karrierestatistik

### International
Vertrat die USA bei:
- U18-Junioren-Weltmeisterschaft 2004

(Legende zur Spielerstatistik: Sp oder GP = absolvierte Spiele; T oder G = erzielte Tore; V oder A = erzielte Assists; Pkt oder Pts = erzielte Scorerpunkte; SM oder PIM = erhaltene Strafminuten; +/− = Plus/Minus-Bilanz; PP = erzielte Überzahltore; SH = erzielte Unterzahltore; GW = erzielte Siegtore; 1 Play-downs/Relegation; Kursiv: Statistik nicht vollständig)